# رودیتسه (ناحیه بلانسکو)
رودیتسه (به چکی: Rudice) یک منطقهٔ مسکونی در جمهوری چک است که در ناحیه بلانسکو واقع شده‌است. رودیتسه ۴٫۹۵ کیلومتر مربع مساحت و ۹۰۴ نفر جمعیت دارد و ۴۹۳ متر بالاتر از سطح دریا واقع شده‌است.